# Jorge Antonio Olivera
Jorge Antonio Olivera (Posadas, Misiones, 10 de agosto de 1950) es un ex-militar y represor argentino. Fue juzgado por diversos crímenes contra la humanidad, cometidos mientras se desempeñaba al mando de diversos centros clandestinos de detención durante la última dictadura cívico-militar argentina (1976-1983) en la provincia de San Juan —donde recibió el mote de «Carnicero de San Juan»—, y ha sido condenado a prisión perpetua y destituido. Entre los casos de los que fue hallado culpable se destaca el del secuestro y posterior desaparición de la modelo franco-argentina Marie Anne Erize en 1976. También fue hallado culpable del asesinato de Francisco "Chiquito" Segundo Alcaraz, presidente de la Juventud Peronista.
Olivera se fugó dos veces mientras era procesado por la Justicia argentina: primero en el año 2000, siendo entonces detenido en Italia por el asesinato y desaparición de Marie Anne Erize, a quien se jactaba de haber violado mientras estaba en cautiverio. Fue acusado en Italia por el caso, quedando en libertad por un tiempo pero siendo extraditado a la Argentina. Luego volvió a escaparse y encontrarse prófugo de la Justicia durante 4 años, tras una fuga el 25 de julio de 2013, cuando era trasladado para una revisación médica en el Hospital Argerich (en la Ciudad de Buenos Aires) por una supuesta afección dermatológica y controles kinesiológicos y psicológicos. En ese momento se fugó junto a otro represor, Gustavo De Marchi, quien fue también recapturado y condenado en 2016, y siempre se sospechó de la complicidad de la esposa de Olivera, Marta Ravasi, como la presunta facilitadora de esa fuga, ya que ella trabajaba como psicóloga en el centro médico. Olivera fue recapturado el 30 de enero de 2017, mientras se encontraba escondido en el baúl de un auto en la casa de su familia en San Isidro. Desde entonces, cumple con prisión domiciliaria.
Jorge Antonio Olivera es el padre del sacerdote Javier Olivera Ravasi quien, debido a que en julio de 2024 organizó la polémica visita de un grupo de seis diputados libertarios (liderados por Beltrán Benedit) a represores condenados por delitos de lesa humanidad presos en la cárcel de Ezeiza, entre los que se encontraba el torturador y asesino condenado Alfredo Astiz, aunado a "numerosas quejas fundadas por sus expresiones y actitudes que se oponían al testimonio cristiano", se le prohibió ejercer en el territorio de la diócesis de Zárate-Campana.

## Biografía
Nació en agosto de 1950 en la capital de la provincia de Misiones siendo hijo de un militar. Estudió en el Colegio Militar de la Nación, egresando en 1971.

### Trayectoria
Fue enviado a Junín de los Andes, en la provincia de Neuquén. Entre 1975 y 1977 estuvo en la provincia de San Juan donde conoció a su esposa que era psicóloga. Allí se desempeñó como jefe de inteligencia del Regimiento de Infantería de Montaña número 22. Luego fue enviado a La Plata, Posadas, Corrientes y Córdoba en 1984.
Fue procesado por crímenes contra la humanidad. Asesino de "Chiquito" Francisco Segundo Alcaraz. Tras el regreso de la democracia, en 1987. Sin embargo, resultó beneficiado de las leyes de Punto Final, Obediencia Debida, y de los indultos dictados por el presidente Carlos Saúl Menem.
Participó en el Movimiento de Dignidad Nacional, cuyo principal referente fue Aldo Rico, de quien era amigo y con quien participó en las rebeliones carapintadas. Por aquel partido se postuló a Diputado Nacional por Misiones en 1999, aunque no resultaría electo.

### Condenas y fuga
Tiempo después, viajó a Roma, Italia con su esposa por el 25.º aniversario de su casamiento. En el aeropuerto fue detenido por Interpol por orden del juez francés Roger Le Loire, por el caso de la desaparición de Marie Anne Erize. La inteligencia del Ejército envió documentación falsificada y Olivera solo permaneció detenido 42 días, siendo liberado.
En diciembre de 2007 un juez federal de San Juan ordenó su detención por crímenes de lesa humanidad. Entre ellos se conocieron torturas realizadas a la actual jueza Margarita Camus, hija de exgobernador sanjuanino Eloy Camus. Arrestaron a dos suboficiales, pero Olivera y otros oficiales (que también tenían pedido de captura) permanecieron prófugos. Fue arrestado el 3 de noviembre de 2008 en un chalet donde vivía en el partido de Vicente López, provincia de Buenos Aires, por parte de la Policía Federal Argentina pese a sus intentos de resistir.
Fue condenado el 4 de julio de 2013 por el Tribunal Oral en lo Criminal Federal sanjuanino a prisión perpetua por más de 50 crímenes cometidos durante la dictadura militar. El juicio constituyó el primero de su tipo en aquella provincia.
Constituyó un fideicomiso con su socio el Mayor Auditor Jorge Humberto Appiani. Tras su fuga en 2013 la Unidad de Información Financiera congeló los fondos de dicho fideicomiso que poseía unos 9.457.804 pesos argentinos hacia diciembre de 2010. Dicho fondo se cree que fue utilizado para la fuga y la vida posterior del prófugo. El congelamiento de bienes y cuentas de Olivera fue confirmado en agosto de 2013.
En julio de 2014 imputaron a su esposa Marta, acusada de haber organizado la huida. Fue indagada por Claudio Bonadío en el Juzgado en lo Criminal y Correccional N° 11. También imputaron a los agentes del servicio penitenciario que acompañaban a Olivera al momento de la fuga.
Fue recapturado en 2017, escondido en el baúl de un auto. En 2021 consiguió el beneficio de la prisión domiciliaria por su edad. En febrero de 2024 organizó una fiesta para 60 personas con la actuación de Palito Ortega, que generó cuestionamientos por la laxitud de dicho beneficio; sin embargo, no le fue revocado.